# 许尔姆
许尔姆是奥地利下奥地利州梅尔克县的一个市镇。总面积36.09平方公里，总人口1693人，人口密度46.9人/平方公里（2005年）。